# Dansera
Dansera é um género botânico pertencente à família Fabaceae.